# Amphiura callida
Amphiura callida is een slangster uit de familie Amphiuridae. De wetenschappelijke naam van de soort werd in 2001 gepubliceerd door Albuquerque, Campos-Creasey & Alain Guille. Deze slangster is alleen bekend van het continentaal plat voor de kust van Cabo Frio, in het zuidoosten van Brazilië (diepte 50 m).

## Beschrijving
Dit is een vrij robuuste slangster met een schijfdiameter tot 10 mm en een armlengte tot 45 mm. Het kan van zijn soortgenoten worden onderscheiden door de bladachtige vorm van de distale orale papillen en de aanwezigheid van groepen van twee tot zeven stekels over de gehele lengte van de arm.